# Borgarståndet i Sverige

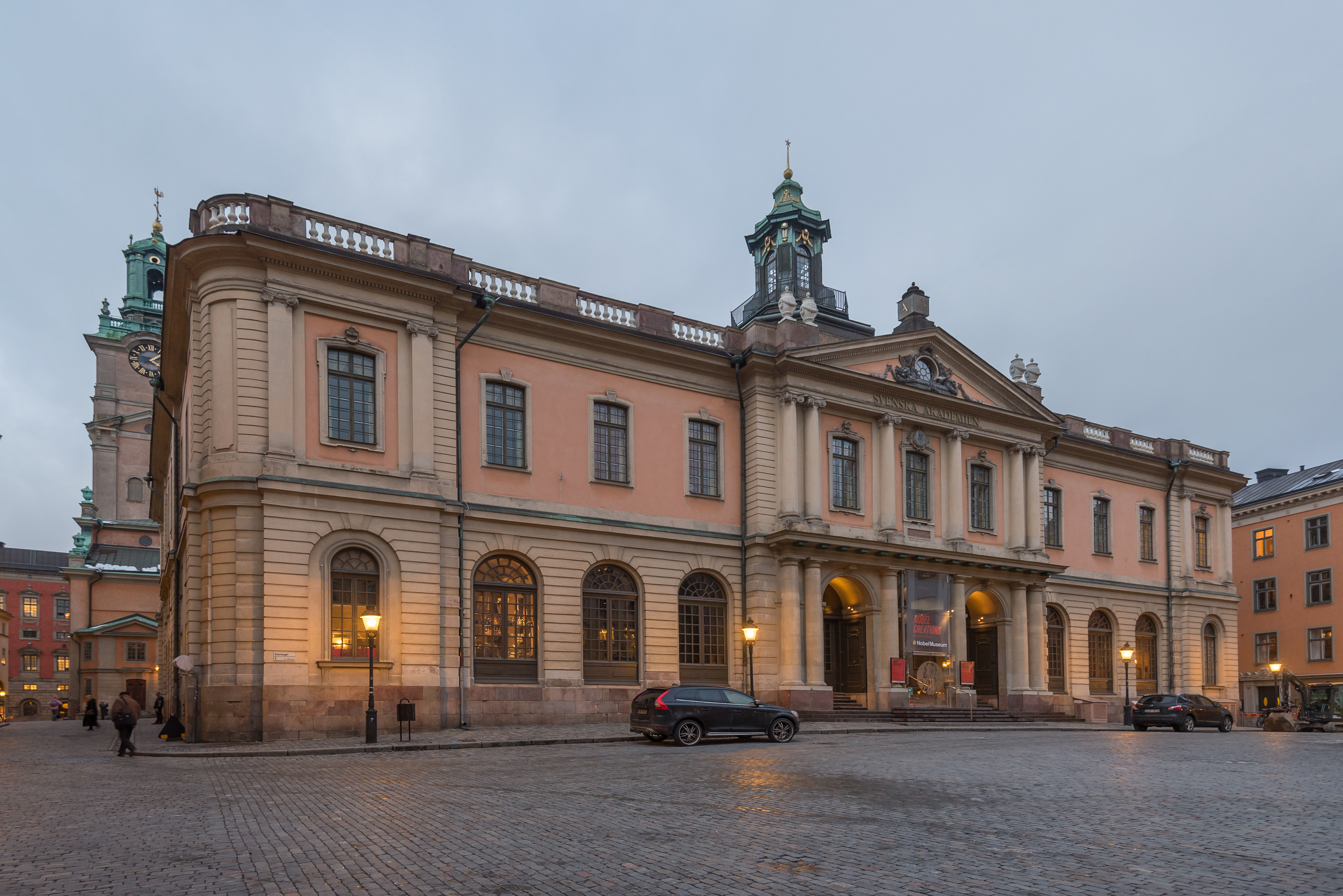
Börshuset i Gamla stan där borgarståndets riksdagssammanträden ägde rum från 1778 - 1833.

Borgarståndet (officiellt Vällovliga Borgarståndet) var ett av de fyra ständerna (där de övriga var bondeståndet, adelsståndet och prästeståndet). Ståndet kallades officiellt för det vällovliga ståndet under ståndsriksdagens tid. 
Grovt sett utgjordes borgarståndet av de burskapsinnehavande borgarna i rikets städer. I Sverige var troligen borgarna representerade redan vid Arboga möte 1435. 

## Historia
Dess roll som ett särskilt privilegierat stånd på riksmötena erkändes dock först med riksdagsordningen 1617. En stadga om städernas administration 1619 dryftade visserligen frågan om borgerskapet som ett stånd med särskilda privilegier, men något sådant om aldrig till stånd. I stället tillerkändes borgarna i varje stad sina privilegier genom privilegiebreven för den enskilda staden. Med regeringsformen 1634 bestämdes  att vid varje riksdag skulle infinna sig "en borgmästare och en rådman eller annan förnäm borgare av var stad". Det blev dock i praktiken vanligt med jämkningar och mindre städer enade sig ofta om en gemensam representant. Borgerskapet var även representerade vid utskottsmötena, vilka bestod av medlemmar ur de tre högre stånden. Enligt regeringsformen 1634 skulle Stockholm, Uppsala, Göteborg, Norrköping, Åbo och Viborg sända var sin fullmäktig. Ibland uteslöts dock borgerskapet från dessa möten vilka slutligen förbjöds 1660. Regeringen kallade även ombud för borgerskapet till särskilda handelsdagar. Under frihetstiden ökade borgarståndets inflytande. Några allmänna privilegier erhöll de inte, däremot fick de genom riksdagsordningen 1723 möjlighet att själva välja sina riksdagsledamöter bland magistratspersonerna i staden. I själva verket kom dock borgmästare och rådmän att fortsätta dominera bland riksdagsledamöterna. Traditionellt utgjordes de röstberättigade av köpmän, vilka kom att dominera bland riksdagsmännen, och hantverkare. Ett krav var burskap, med motstånd kom fabrikörer som förvärvat burskap att erhålla rösträtt. Högst tre av de minsta städerna fick förena sig om en riksdagsman. Stockholms riksdagsmän skulle enligt en förordning 1731 var 10. I genomsnitt var antalet riksdagsmän av borgerskapet under frihetstiden något över 80. I regeringsformen 1810 bestämdes att för de mera betydande städerna kunde två eller högst tre städer förena sig om en riksdagsman. Förutsättningen att han var vald för den stad där han själv var magistratsperson eller borgare. 1858 blev rösträtten starkt utvidgad, och tillkom nu varje i staden bosatt näringsidkare eller fastighetsägare, som inte tillhörde prästeståndet eller adelsståndet.
De höll sina ståndsmöten åtminstone från 1582 i Stockholms rådhus och därefter i Börshuset på samma plats vid Stortorget. Från 1833 höll man sina möten på Gamla riksdagshuset. Dessutom företräddes bergsmän från åtminstone Falun genom borgarståndet, från åtminstone 1527 fram till 1834 då också fler bergslag representerades (bergsmän räknades dock i allmänhet som bönder), se Bergsbrukens valdistrikt.
Vid industrialiseringen blev borgerskapet allt rikare och fick mer makt. På 1800-talet infördes näringsfrihet i Sverige, vilket gjorde att det tidigare borgarståndet förlorade sin betydelse. Systemet med ståndsriksdag avskaffades formellt i representationsreformen 1866.